# Código Penal de Timor-Leste
 O Código Penal de Timor-Leste é o diploma legal do ordenamento jurídico de Timor-Leste, oriundo de lei nacional, que dispõe sobre as tipicações penais no território nacional timorense.

## História
Aprovado pelo Decreto-lei 19/2009, de 8 de Abril, com base na autorização legislativa conferida pela Lei 13/2008 e passou a vigorá a partir de 7 de Junho de 2009, oficializado em tétum e em língua portuguesa.